# Rimon-et-Savel
Rimon-et-Savel település Franciaországban, Drôme megyében. Lakosainak száma 22 fő (2022. január 1.). Rimon-et-Savel Aurel, Barnave, Montmaur-en-Diois, Pennes-le-Sec, Pradelle és Saint-Benoit-en-Diois községekkel határos.

## Népesség
A település népessége az elmúlt években az alábbi módon változott:
| Lakosok száma | 32   | 26   | 26   | 28   | 31   | 29   | 27   | 24   | 23   | 22   |
|               | 1968 | 1982 | 1990 | 2006 | 2013 | 2015 | 2017 | 2019 | 2020 | 2022 |